# Jean Desailly
Jean Desailly (Parigi, 24 agosto 1920 – Dourdan, 11 giugno 2008) è stato un attore francese.

## Biografia
Molto attivo sia in teatro che nel cinema, iniziò la carriera come disegnatore pubblicitario, dopo aver compiuto gli studi di belle arti. Studiò poi recitazione al Conservatoire national supérieur d'art dramatique, dove si diplomò con brillanti risultati. Entrato a far parte della prestigiosa Comédie Française, nel 1942 fece il suo debutto cinematografico come protagonista romantico del film Il viaggiatore d'Ognissanti.
Continuò la carriera sul palcoscenico lavorando, fra le altre, con la compagnia di Jean-Louis Barrault e Madeleine Renaud, mentre sul grande schermo affrontò ruoli via via più maturi e impegnati, come nel film La sinfonia pastorale (1946) di Jean Delannoy e nella commedia Le grandi manovre (1955) di René Clair.
La sua filmografia conta circa novanta pellicole, tra le quali vanno ricordate anche Il commissario Maigret (1958) e Le grandi famiglie (1958), entrambe con Jean Gabin, Chi ha ucciso Bella Shermann? (1961) di Édouard Molinaro, Lo spione (1962) di Jean-Pierre Melville e La calda amante (1964) di François Truffaut, dove si fece apprezzare per la fine e sensibile interpretazione di un tormentato scrittore.
Negli anni sessanta iniziò a lavorare anche per la televisione, impegno che gli consentì di rilanciare anche la sua carriera cinematografica. A partire dagli anni settanta si vide affidare la direzione di diversi importanti teatri parigini, tra cui il Théâtre de la Madeleine, che diresse insieme con l'attrice Simone Valère, sua compagna nella vita dal 1950, che sposò nel 1998 in seconde nozze.

## Filmografia
- Il viaggiatore d'Ognissanti (Le Voyageur de la Toussaint), regia di Louis Daquin (1943)
- Papà Goriot (Le père Goriot), regia di Robert Vernay (1945)
- Solo una notte (Sylvie et le fantôme), regia di Claude Autant-Lara (1946)
- La sinfonia pastorale (La Symphonie pastorale), regia di Jean Delannoy (1946)
- Una donna ha tradito (Patrie), regia di Louis Daquin (1946)
- Occupati d'Amelia (Occupe toi d'Amelie), regia di Claude Autant-Lara (1949)
- Versailles (Si Versailles m'était conté), regia di Sacha Guitry (1954)
- Grandi manovre (Les Grandes manoeuvres), regia di René Clair (1955)
- Il commissario Maigret (Maigret tend une piège), regia di Jean Delannoy (1958)
- Le grandi famiglie (Les Grandes Familles), regia di Denys de La Patellière (1958)
- Non ho ucciso (125 Rue Montmartre), regia di Gilles Grangier (1959)
- Storie d'amore proibite (Il cavaliere e la zarina) (Le Secret du Chevalier d'Éon), regia di Jacqueline Audry (1959)
- Il barone (Le Baron de l'écluse), regia di Jean Delannoy (1960)
- Tre femmine che scottano (Le Saint mène la danse), regia di Jacques Nahum (1960)
- Chi ha ucciso Bella Shermann? (La Mort de Belle), regia di Édouard Molinaro (1961)
- Legge di guerra, regia di Bruno Paolinelli (1961)
- Quella sera sulla spiaggia (Un Soir sur la plage), regia di Michel Boisrond (1961)
- Amori celebri (Amours célèbres), regia di Michel Boisrond (1961)
- I sette peccati capitali (Les Sept péchés capitaux), regia di Philippe de Broca e Claude Chabrol (1962)
- Lo spione (Le Doulos), regia di Jean-Pierre Melville (1962)
- La calda amante (La Peau douce), regia di François Truffaut (1964)
- Le due orfanelle (Les Deux orphelines), regia di Riccardo Freda (1965)
- La 25ª ora (La Vingt-cinquième heure), regia di Henri Verneuil (1967)
- Bourges operazione Gestapo (Le Franciscain de Bourges), regia di Claude Autant-Lara (1968)
- Conto alla rovescia (Compte à rebours), regia di Roger Pigaut (1971)
- L'assassinio di Trotsky (The Assassination of Trotsky), regia di Joseph Losey (1972)
- Notte sulla città (Un Flic), regia di Jean-Pierre Melville (1972)
- L'erede (L'Héritier), regia di Philippe Labro (1973)
- L'ironia della sorte (L'Ironie du sort), regia di Edouard Molinaro (1974)
- Sorvegliate il vedovo (Pile ou face), regia di Robert Enrico (1980)
- Joss il professionista (Le Professionnel), regia di Georges Lautner (1981)
- Cambiamento d'aria, regia di Gian Pietro Calasso (1990)
- Zattera della Medusa (Le Radeau de la Méduse), regia di Iradj Azimi (1998)
- La dilettante, regia di Pascal Thomas (1999)

## Doppiatori italiani
- Stefano Sibaldi in Occupati d'Amelia
- Pino Locchi in Grandi manovre
- Nando Gazzolo in Il commissario Maigret
- Giuseppe Rinaldi in Il barone
- Gianni Marzocchi in Joss il professionista